# Jungiella abchazica
Jungiella abchazica är en tvåvingeart som beskrevs av Jezek 1985. Jungiella abchazica ingår i släktet Jungiella och familjen fjärilsmyggor. Inga underarter finns listade i Catalogue of Life.